# إسحاق رايس
إسحاق رايس (بالإنجليزية: Isaac Rice) هو محامي أمريكي، ولد في 22 فبراير 1850 في فاخنهايم في ألمانيا، وتوفي في 2 نوفمبر 1915 في نيويورك في الولايات المتحدة.

## وصلات خارجية
- إسحاق رايس على موقع مباريات الشطرنج (الإنجليزية)